# Юрген Зоймель
Юрген Зоймель (нім. Jürgen Säumel, нар. 8 вересня 1984, Фрізах) — австрійський футболіст, півзахисник клубу «Штурм» (Грац).
Насамперед відомий виступами за «Штурм» (Грац), а також національну збірну Австрії.

## Клубна кар'єра
Народився 8 вересня 1984 року в місті Фрізах. Вихованець футбольної школи клубу «Штурм» (Грац). Дорослу футбольну кар'єру розпочав 2003 року в основній команді того ж клубу, в якій провів п'ять з половиною сезонів, взявши участь у 140 матчах чемпіонату. Більшість часу, проведеного у складі «Штурма», був основним гравцем команди.
Своєю грою за цю команду привернув увагу представників тренерського штабу «Торіно», до складу якого приєднався 22 липня 2008 року на правах вільного агента. Відіграв за туринську команду наступні півтора сезони своєї ігрової кар'єри, проте стати основним гравцем команди не зумів, тому другу половину сезону 2009–10 провів на правах оренди в «Брешії». Влітку 2010 року повернувся у «Торіно», проте більше в основному складі не грав.
З січня по серпень 2011 року грав у складі німецького «Дуйсбурга» в Другій бундеслізі, але і тут пробитися до основи Юрген не зумів.
До складу рідного клубу «Штурм» (Грац) повернувся 8 серпня 2011 року. Наразі встиг відіграти за команду з Граца 10 матчів в національному чемпіонаті.

## Виступи за збірну
17 серпня 2005 року дебютував в офіційних матчах у складі національної збірної Австрії в товариській грі проти збірної Шотландії, яка завершилася в нічию 2-2.
У складі збірної був учасником чемпіонату Європи 2008 року в Австрії та Швейцарії, проте зіграв лише в одному матчі турніру..
Наразі провів у формі головної команди країни 19 матчів.

## Титули і досягнення
- Чемпіон Австрії (1):

«Штурм»: 2024-25